# 栃木県道31号栃木小山線

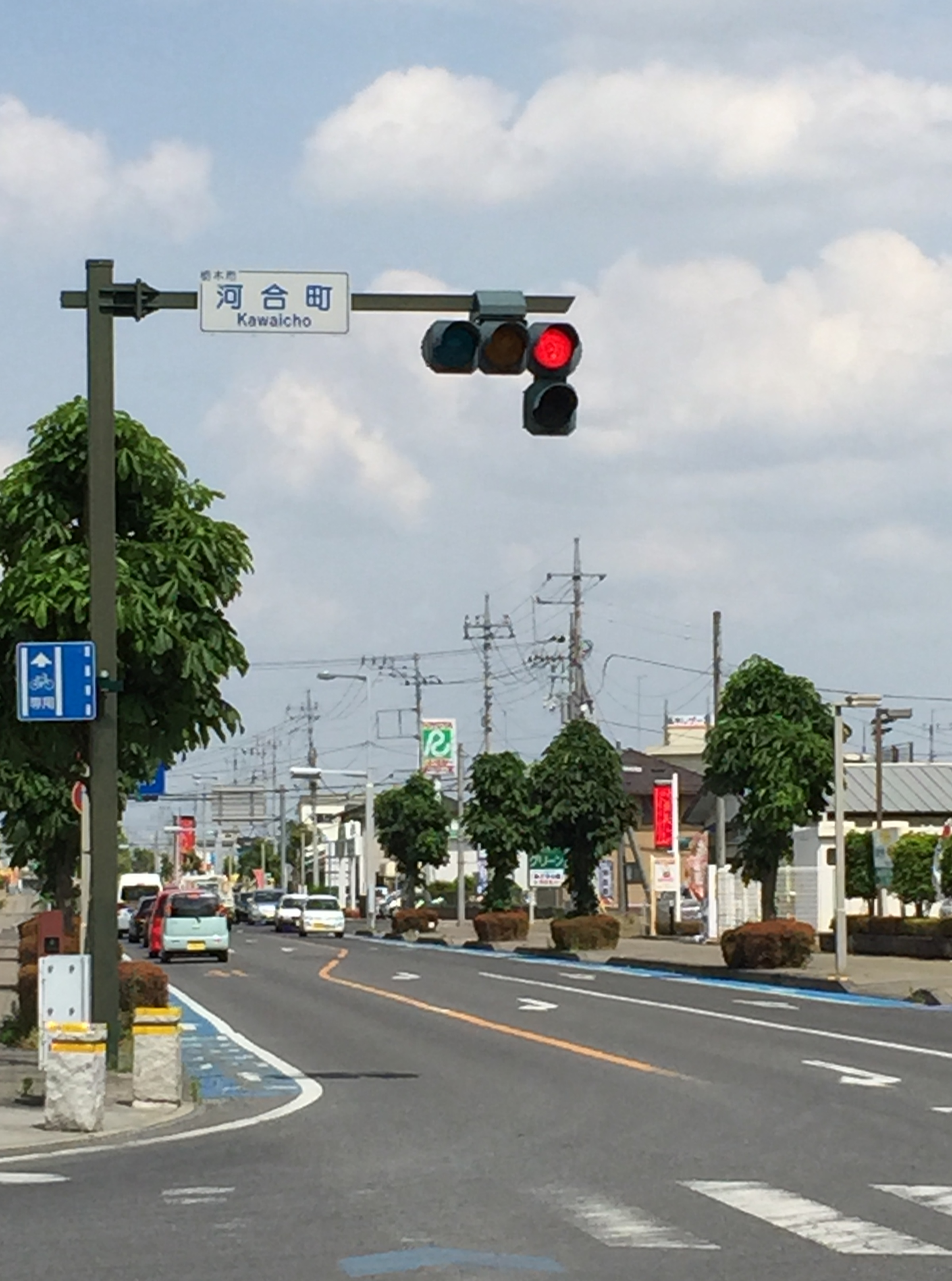
河合町交差点（起点、2015年5月）

栃木県道31号栃木小山線（とちぎけんどう31ごう とちぎおやません）は、栃木県栃木市から小山市に至る県道（主要地方道）である。

## 概要
JR両毛線と並行して栃木市と小山市を結ぶ。

### 路線データ
- 総延長 : 9.664 km
- 実延長 : 9.524 km[1]
- 起点 : 栃木県栃木市河合町（河合町交差点=栃木県道11号栃木藤岡線・栃木県道213号栃木停車場線交点）
- 終点 : 栃木県小山市城山町1,2丁目/中央町1,2丁目（国道4号・栃木県道263号小山停車場線交点、国道4号重複=栃木県道264号小山結城線）

## 歴史
- 1962年（昭和37年）8月10日 - 認定
- 1993年（平成5年）5月11日 - 建設省から、県道栃木小山線が栃木小山線として主要地方道に指定される[2]。

## 路線状況

### 通称
- 祇園城通り
  - 2003年（平成15年）2月10日、「親しむ通りの愛称づくり事業愛称選定委員会」によって市内中心部の他4路線とともに愛称が決定され、小山駅 - 観晃橋間を祇園城に因み「祇園城通り」と命名した。

### 重複区間
- 栃木県道264号小山結城線（小山市小山・観晃橋西交差点 - 終点）

### 経路の変更
以前の起点は「文化会館入口交差点（栃木市室町、栃木県道11号栃木藤岡線交点）」であり、その交差点のある栃木市市街地は道幅が狭く、交通量が多いため渋滞しやすい。かつてこの起点から東進、本町/神田町の十字路交差点で屈折、南進し城内町2丁目へ至る、といった経路が県道31号に指定されていた。
2007年（平成19年）3月28日午後3時、栃木市河合町 - 城内町間の全長1.2 km、2車線のバイパスが開通した。このバイパスの開通により、起点は「河合町交差点（栃木市河合町/境町）」に変更された。

### 整備事業
本路線の小山市内はほぼ全線が都市計画道路 3･3･3小山栃木都賀線となっており、現在高規格化に向けて整備事業が進められている。このうち、小山市立木の4車線化工事が進められており、当初2009年（平成21年）春に開通の予定であったが、用地買収の難航等により立木工区の完成は2012年（平成24年）3月21日へと大幅に遅れた。なお、立木工区以北の栃木県道33号小山環状線までのバイパス部（卒島工区:L=1,100m）が平成21年度に着工し、2016年（平成28年）3月に開通の予定である。

### バス路線
かつて関東自動車の路線バスである栃木駅 - 卒島 - 小山駅線が運行されていたが、両毛線との並行路線であった上に沿線住民のモータリゼーションの進行により近年特に需要が減り、栃木市内の区間（栃木駅 - 卒島）がまず廃止された。残されていた小山市内の区間（小山駅 - 卒島）も2008年（平成20年）3月末に廃止された。なお、元来は東武鉄道バスの運行であった路線である。現在、小山市内の一部区間では、小山市からの委託を受けたコミュニティバス「おーバス」（思川・豊田路線）が運行されている。

### 交差する河川
- 巴波川（平成橋、栃木市河合町 - 旭町）
- 豊穂川（栃木市樋ノ口町）
- 思川（観晃橋、小山市小山・観晃橋西交差点 - 城山町1丁目/中央町1丁目）

## 地理

### 通過する自治体
- 栃木市
- 小山市

### 交差する道路
- 栃木県道11号栃木藤岡線・栃木県道213号栃木停車場線（起点）
- 栃木県道153号南小林栃木線（栃木市河合町・河合町中央交差点）
- 栃木県道243号小山城内線（栃木市城内町2丁目）
- 栃木県道33号小山環状線（小山市卒島/松沼・思川駅入口交差点）
- 栃木県道264号小山結城線（小山市小山・観晃橋西交差点）
- 国道4号（栃木県道264号小山結城線）・栃木県道263号小山停車場線（終点）

### 沿線にある施設など
- 栃木駅（JR両毛線・東武日光線）（栃木市沼和田町）
- 栃木県立学悠館高等学校（栃木市沼和田町）
- 栃木市立栃木南中学校（栃木市本町）
- 栃木市立栃木第四小学校（栃木市城内町1丁目）
- TSUTAYA栃木城内店（栃木市城内町2丁目）
- ヤオハン栃木城内店（栃木市城内町2丁目）
- 栃木卸センター（栃木市樋ノ口町）
- 樋の口団地（栃木市樋ノ口町）
- 栃木県立小山西高等学校（小山市松沼）
- 小山市立豊田南小学校（小山市松沼）
- 小山城址公園（城山公園・小山城）（小山市城山町1丁目/本郷町１丁目）
- 小山市役所（小山市中央町1丁目）

## ギャラリー

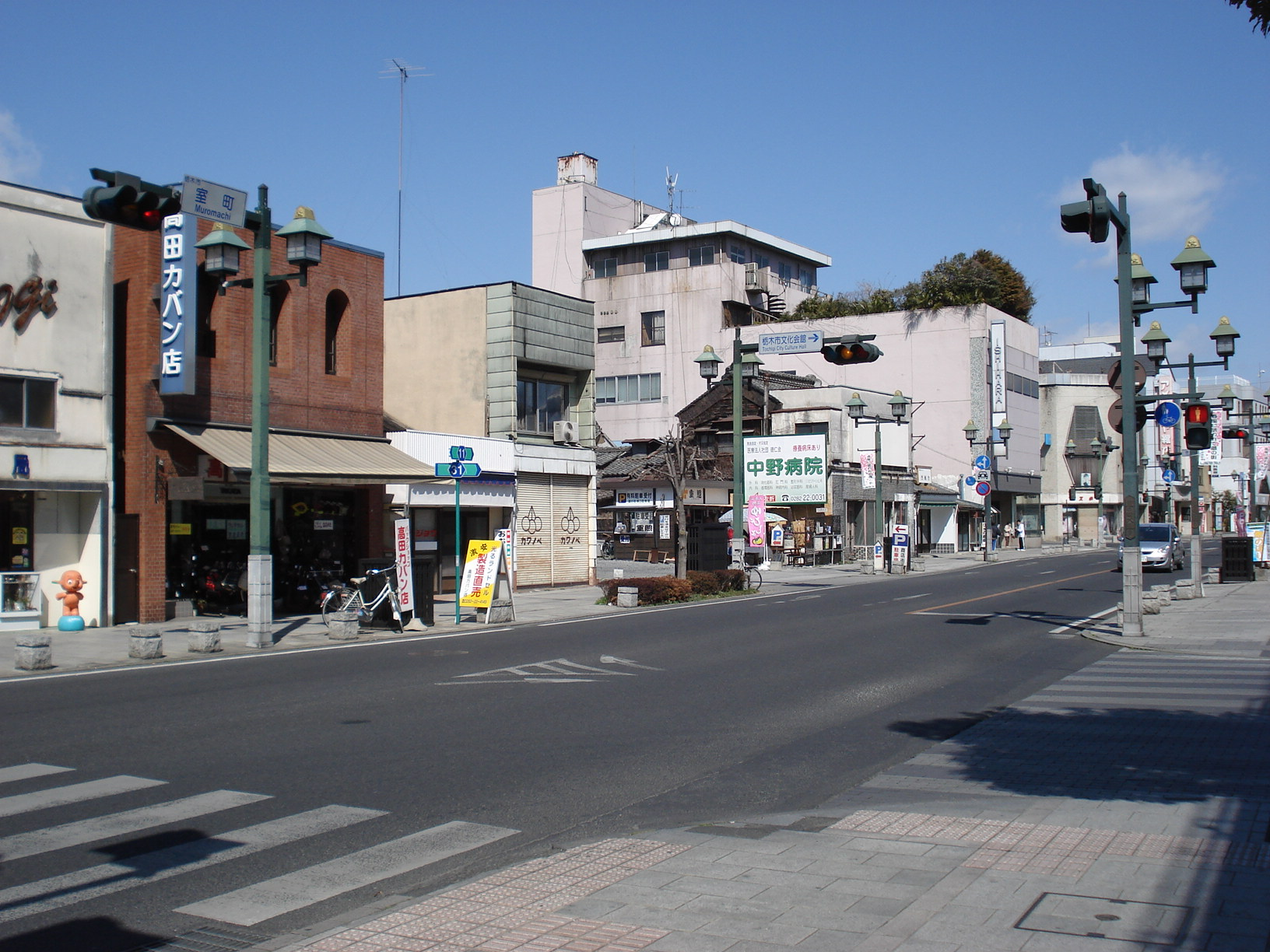
文化会館入口交差点 （栃木市室町、旧道における起点）
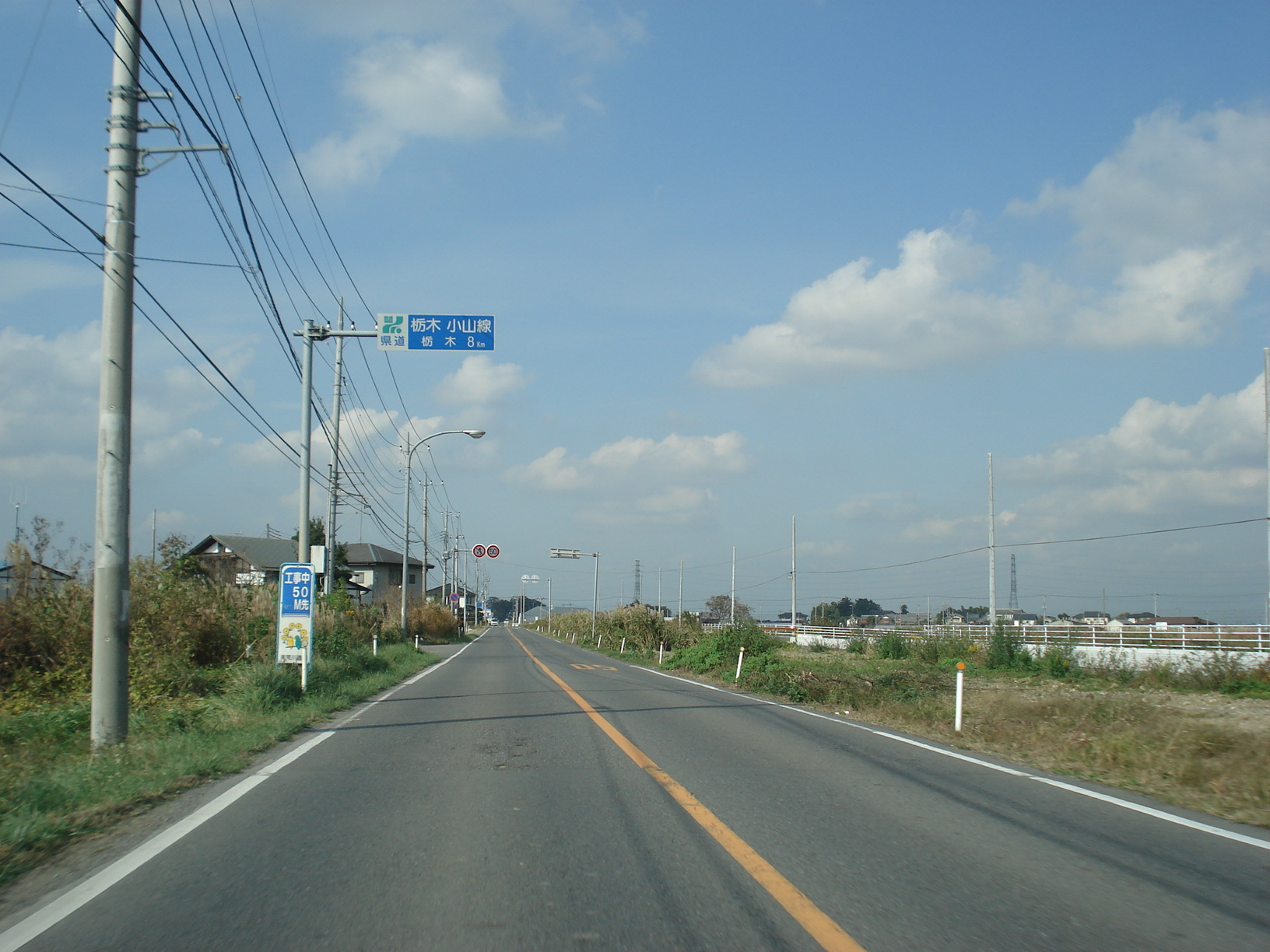
小山市立木付近
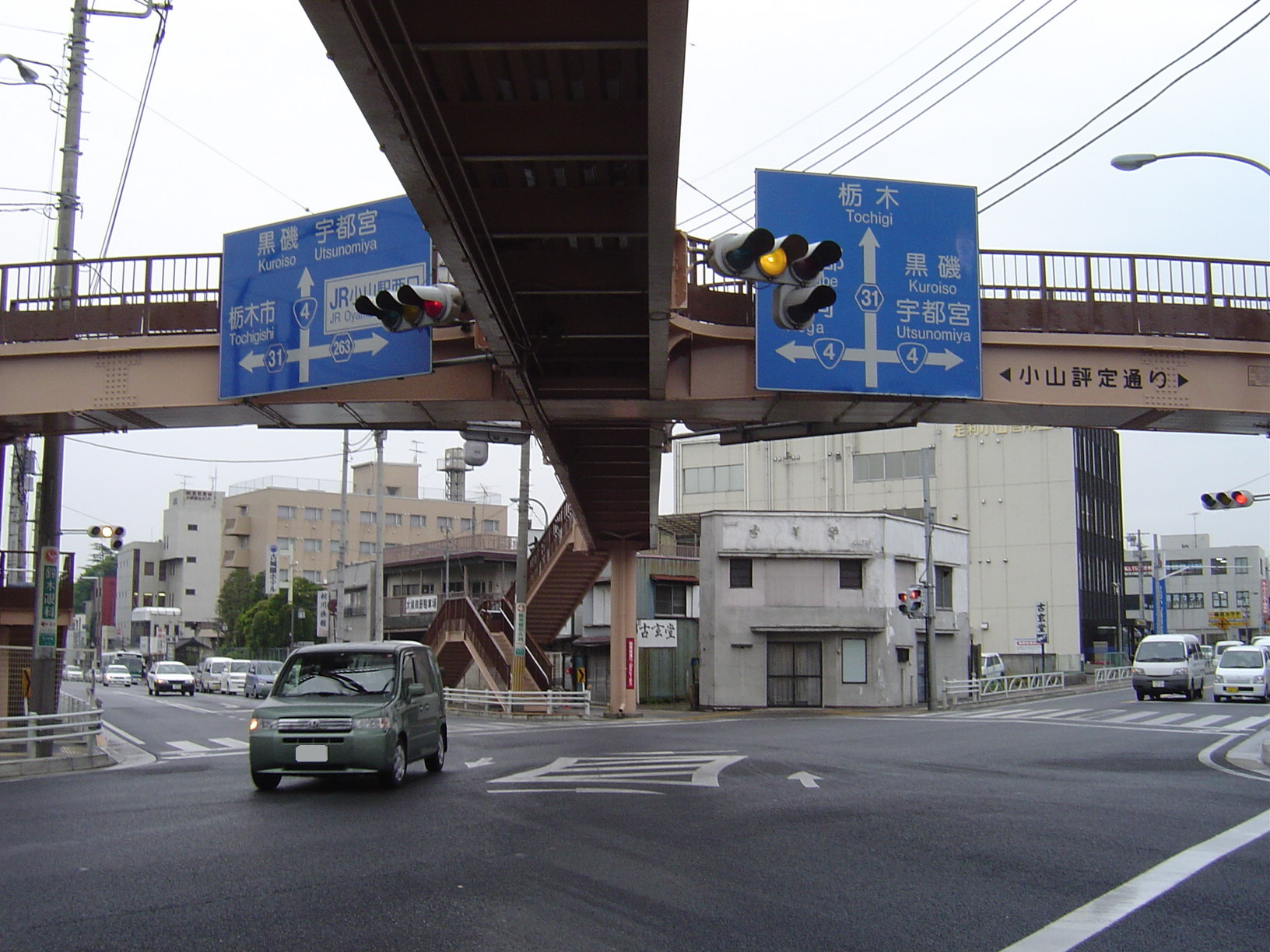
小山市・終点